# The Epsilon Journey
De Dvd The Epsilon Journey is een concertregistratie van een concert van het Duitse Tangerine Dream. Het concert werd gegeven in de Technische Universiteit Eindhoven op 13 april 2008. In het verleden maakte de leider van de muziekgroep Edgar Froese nog weleens van de groep onderscheidende soloalbums. Tegenwoordig is de muziek van Froese en zijn TD niet uit elkaar te houden. The titel The Epsilon Journey voert teurg op zijn soloalbum Epsilon in Malaysian pale uit 1975. Het concert werd georganiseerd door Ron Boots en Kees Aerts van Groove Unlimited; Klaus Hoffmann-Hook leverde nog de mellotron. Opnieuw laat TD een statisch concert zien; met de apparatuur valt domweg niet te lopen. Froese speelde in het begin van zijn loopbaan meer gitaar dan dat hij nu doet, zodat op dit album de gitaar, al dan niet door Froese gespeeld een belangrijkere rol speelt dan normaal. In het slotwoord vertelt Froese dat het optreden hem herinnerde aan de begintijden van zijn band; ook toen traden ze in faculteiten op (1968).

## Musici
- Edgar Froese, Thorsten Quaeschning – synthesizers of soortgelijke instrumenten;
- Iris Camaa- percussie;
- Linda Spa – saxofoon, toetsen;
- Bernhard Beibl – gitaar .

## Tracks
1. Antonín Dvořák : fragment uit Symfonie nr. 9
2. Traffic of silence
3. Vault of the heaven
4. Daluminación
5. Lightcone
6. Timanfaya
7. Tropic of Capricorn
8. Dalinetopia
9. Stuntman
10. Metropolis
11. Daliesquador
12. Druknen Mozart in the desert
13. Pinnacles deel 1
14. Scarlet score for Mescalero
15. Hamlet
16. Maroubra Bay
17. Pinnacles deel 2
18. Heatwave City
19. One night in space
20. Serpent magique (toegift)
21. Leviathan (toegift)